# Tabidachi no uta
Tabidachi no uta (旅立ちの唄?) è un brano musicale del gruppo musicale giapponese Mr. Children, pubblicato come loro trentunesimo singolo il 31 ottobre 2007, ed incluso nell'album Supermarket Fantasy. Il singolo ha raggiunto la prima posizione della classifica Oricon dei singoli più venduti in Giappone, vendendo 395 343 copie. Il brano è stato utilizzato come tema musicale del film Koizora, con Yui Aragaki ed Haruma Miura.

## Tracce
CD Singolo TFCC-89221
1. Tabidachi no uta (旅立ちの唄)
2. Hitsuji, Hoeru (羊、吠える)
3. Itsudemo Hohoemi wo (from HOME TOUR 2007.06.15 NAGOYA) (いつでも微笑みを)

## Classifiche
| Classifica (2008) | Posizione più alta |
| ----------------- | ------------------ |
| Giappone (Oricon) | 1                  |